# Aglaophenia meganema
Aglaophenia meganema är en nässeldjursart som beskrevs av John Fraser 1937. Aglaophenia meganema ingår i släktet Aglaophenia och familjen Aglaopheniidae. Inga underarter finns listade i Catalogue of Life.